# ЕС Сетіф
Анта́нт Спорті́в де Сеті́ф (фр. Entente sportive de Sétif) — або просто «ЕС Сеті́ф» (араб. الوفاق الرياضي السطايفي) — професіональний алжирський футбольний клуб з міста Сетіф, який виступає в Алжирській Професіональній Лізі 1. Клуб було засновано 1958 році, домашні поєдинки команда проводить на стадіоні 8 травня 1945 року.
ЕС Сетіф — найуспішніший футбольний клуб Алжиру, клуб 7 разів перемагав у Алжирській Професіональній Лізі 1 та 8 разів здобував Кубок Алжиру. Також ЕС Сетіф є одним з трьох алжирських футбольних клубів, які перемагали в Лізі Чемпіонів КАФ, це відбулося в 1988 та 2014 роках. Також клуб двічі вигравав двічі Арабську лігу чемпіонів, в 2007 та 2008 роках, а також двічі здобував Північноафриканський кубок, в 2009 та 2010 роках. В 2015 році ЕС Сетіф став першим алжирським футбольним клубом, який завоював Суперкубок КАФ.
ЕС Сетіф ставав переможцем Ліги чемпіонів КАФ після перемоги над представником ДР Конго, клубом Віта (Кіншаса) у фіналі сезону 2014 року, завоював Суперкубок КАФ, після перемоги над єгипетським Аль-Аглі у фіналі турніру сезону 2015 року, а також став переможцем Алжирської Професіональної Ліги 1 у сезоні 2014/15 років.

## Історія
Клуб було засновано в 1958 році Алі Бенауда та Алі Лаяссом під назвою «Антант Спортів Сетіфьєнн» (АСС), в 1977 році назва клубу була змінена на «Антант Петрольє Сетіфьєнн» (АПС), в 1984 році клуб був відомий вже під назвою «Антант Пластік Сетіфьєнн» (АПС), а дещо пізніше знову змінив назву, цього разу на «Антант Спортів Сетіфьєнн» (АСС).
Першими кольорами клубу були зелений та білий, а після конфлікту з Французькою Армією в матчі з ФК «Гадір» 8 травня 1945 року кольори клубу було змінено на чорний і білий, як символ скорботи через сумнозвісні події в цей день. Стадіон Гукссан також було перейменовано на початкову назву клубу.
ЕС Сетіф належить до числа найпрестижніших клубів Алжирського Топ-дивізіону. Клуб 8 разів здобував Кубок Алжиру, а також це єдиний алжирський футбольний клуб, який здобував престижний Афро-Азійський кубок, сталося це 1989 року в Катарі.
Починаючи з моменту свого заснування, ЕС Сетіф змінив 19 президентів, першим з яких був Ібрахім Докомі. Зараз посаду президента клубу займає Хассан Хаммар.

### Африканський успіх
В 1988 році ЕС Сетіф тріумфував у Кубку африканських чемпіонів після перемоги з підсумковим рахунком 4:1 над Іваньянву Нешионал з Нігерії. Після поразки у першому матчі на стадіоні «Ліберті Стедіум» в Ібадані з рахунком 0:1, ЕС Сетіф забив 4 м'ячі у ворота суперників у себе вдома, у місті Константіна, та завоював цей трофей. В той час коли ЕС Сетіф грав у Кубку африканських чемпіонів, на національному рівні він виступав у другому дивізіоні чемпіонату, і, таким чином, є єдиним африканським футбольним клубом, який переміг у цьому турнірі, не виступаючи при цьому в елітному дивізіоні національного чемпіонату.
Завдяки перемозі у Кубку африканських чемпіонів 1988 року, команда кваліфікувалася для участі в Афро-Азійському клубному чемпіонаті 1989 року, ЕС Сетіф зустрівся з переможцем Азійського клубного чемпіонату клубом Ас-Садд з Катару. ЕС Сетіф переміг в обох поєдинках, з рахунком 2:0 вдома та 3:1 в Досі, і таким чином, завоював трофей. Також ЕС Сетіф став єдиною алжирською командою, яка здобула цей престижний трофей.
29 червня 2010 року ЕС Сетіф став першим в алжирським професійним футбольним клубом.
8 серпня 2010 року ЕС Сетіф переміг представника Тунісу Сфаксьєн з рахунком 1:0 та став переможцем першого розіграшу Північноафриканського Суперкубку.

## Екіперування
- 2014–15:  Joma

## Досягнення

### Національні
- Алжирська Професіональна Ліга 1
  -  Чемпіон (7): 1967/68, 1986/87, 2006/07, 2008/09, 2011/12, 2012/13, 2014/15
  -  Срібний призер (3): 1982/83, 1985/86, 2009/10
  -  Бронзовий призер (6): 1977/78, 1980/81, 1981/82, 2007/08, 2010/11, 2013/14

- Алжирська Професіональна Ліга 2
  -  Чемпіон (2): 1988/89, 1996/97
  -  Срібний призер (1): 1994/95

- Кубок Алжиру
  -  Володар (8): 1962/63, 1963/64, 1966/67, 1967/68, 1979/80, 1988/89, 2009/10, 2011/12

- Суперкубок Алжиру
  -  Володар (1): 2015
  -  Фіналіст (2): 2007, 2014

### Африканські турніри
- Ліга чемпіонів КАФ
  -  Володар (2): 1988, 2014

- Кубок конфедерації КАФ
  -  Фіналіст (1): 2009

- Суперкубок КАФ
  -  Володар (1): 2015

### Міжнародні турніри
- Афро-Азійський клубний чемпіонат
  -  Володар (1): 1989

### Регіональні змагання
- Арабська ліга чемпіонів з футболу
  -  Володар (2): 2007, 2008

- Північноафриканський Кубок чемпіонів
  -  Володар (1): 2009

- Північноафриканський Кубок володарів Кубків
  -  Володар (1): 2010

- Північноафриканський Суперкубок
  -  Володар (1): 2010

## Результати виступів на континентальних турнірах під егідою КАФ
- Кубок африканських чемпіонів/Ліга чемпіонів КАФ: 9 виступів

Клуб тричі виступав у Кубок африканських чемпіонів в період з 1987 по 1989 років та 6 разів у Лізі чемпіонів КАФ з 2008 року і до теперішнього часу.
| 1987 – Другий раунд 1988 – Чемпіон 1989 – Перший раунд | 2008 – Перший раунд 2010 – Груповий етап 2011 – Третій раунд | 2013 – Третій раунд 2014 – Чемпіон 2015 – Груповий етап |

- Кубок конфедерації КАФ: 4 виступи

| 2009 – Фіналіст 2011 – Другий раунд 8-ми | 2012 – Перший раунд 2013 – Груповий етап |  |

- Кубок володарів кубків КАФ: 2 виступи

1981 – 1/4 фіналу
1991 – 1/2 фіналу
- Суперкубок КАФ: 1 виступ

| Алжир - Насер Аджісса - Лаїд Бельхамель - Ісаад Бураглі - Фаузі Шауші - Абдельмумен Джабу - Ламурі Джедіат - Фарес Феллаї - Абдераман Хашуд - Лазхар Хадж Аїсса - Самір Хаджауї - Набіл Хемані | Алжир - Мессауд Куссім - Абделькадер Лаїфауї - Халед Леммушія - Хейреддін Мадуї - Хосін Метреф - Антар Османі - Сліман Рао - Абдельхамід Салхі - Абдельхакім Серрар - Абдельмалек Зіая - Малік Зорган | Африка - Франсуа Амбан - Ремі Адіко - Серей Ді |

| Період                           | Ім'я                   |
| -------------------------------- | ---------------------- |
| 1964–67                          | Абдельхамід Кермалі    |
| 1 липня 2005 – 1 січня 2006      | Ерве Ревеллі           |
| 2005–06                          | Хосін Зекрі            |
| 2006–07                          | Рашид Бельхут          |
| 2007                             | Рабах Саадан           |
| 2007                             | Нуреддін Сааді         |
| 3 грудня 2007 – 30 червня 2008   | Бернар Сімонді         |
| 1 вересня 2008 – 30 червня 2009  | Азеддін Аїд Джубі      |
| 8 жовтня 2009 – 18 серпня 2010   | Нуреддін Зекрі         |
| 19 серпня 2010 – 31 грудня 2010  | Джованні Солінас       |
| 13 січня 2011 – 30 червня 2011   | Джованні Деллакаса     |
| 22 вересня 2011 – 16 червня 2012 | Ален Гейгер            |
| 1 липня 2012 – 8 вересня 2013    | Хубер Велуд            |
| 8 вересня 2013 – 26 вересня 2013 | Хайреддін Мадуї (в.о.) |
| 27 вересня 2013 – 8 грудня 2013  | Жан-Крістіан Ланг      |
| 8 грудня 2013 – 5 липня 2014     | Рабах Саадан           |
| 8 липня 2014–                    | Хайреддін Мадуї        |